# Адам Фердинанд Адамович
Адам Фердинанд (Осипович) Адамович (пол. Adam Ferdynand Adamowicz; лит. Adomas Ferdinandas Adamovičius; 28 січня 1802, Вільно — 12 травня 1881, Вільно) — польський медик і педагог.

## Біографія
Народився в 1802 році у Вільно, в родині Юзефа Адамовича і Софії Йохер. У 1818—1822 роках Адам навчався в місцевій гімназії, де вивчав ботаніку і медицину. З 1822 року він був асистентом Людвіга Генрика Боянуса. Наставником Адама Фердинанда Адамовича був відомий вчений, доктор медицини Йозеф Франк (Юзеф Франк, Йосип Іванович Франк).
Адамович був ад'юнктом Віленського університету (1824), потім — професором Імператорської Віленської медико-хірургічної академії (1834), працював на кафедрі порівняльної анатомії та ветеринарних наук. Викладав історію медицини, порівняльну анатомію, зоохірургію, зоотерапію й інші предмети. Активний учасник Віленського медичного товариства, яке очолив у 1841 році. Відомий також як ініціатор створення при Віленському університеті ветеринарного інституту і як автор багатьох наукових праць.
Один з основоположників бальнеотерапії в Литві. Починаючи з 1842 року, опублікував низку статей про мінеральні води Друскінінкая та інших місцевостей.
Помер у 1881 році й був похований на протестантському кладовищі у Вільно. У 1960 році його прах був перенесений на кладовище Расу.

## Найважливіші твори
- „Synopsis nosologiae veterinariae comparatae“ (Вільно, 1824, кілька разів перевидавався);
- „Zoonomia, czyli nauka о życiu zwierząt domowych“ (Вільно, 1838);
- „Collectanea medico-chirurgica“ (Вільно, 1836; основа збірника — клінічні спостереження автора);
- „Museum anatomicum Vilnense“ (Вільно, 1842; опис Віленського анатомічного музею до закриття Віленської медико-хірургічної академії та передачі її музеїв Київському університету; у передмові висвітлена історія діяльності Віленської медико-хірургічної академії);
- „Rys początków i postępu anatomii w Polsce i Litwie“ (Вільно, 1855; історія розвитку вивчення анатомії в Польщі та Литві, написана автором до 50-річчя Віленського медичного товариства, заснованого в 1805 році Йозефом Франком.